# Momoiro Clover Z
Momoiro Clover Z (ももいろクローバーZ Momoiro Kurōbā Zetto?, lit. Trébol de color rosa Z) es un grupo japonés de ídolos femeninas, que se caracteriza por integrar 4 miembros y por ser llamadas Momoclo (ももクロ?). Momoiro Clover, entonces sin el índice «Z», fue el nombre original del grupo propuesto por 3B Junior (3.ª sección de la agencia de talentos Stardust Promotion), desde 2008 hasta 2011, año en el cual una de las integrantes, Akari Hayami, abandonó el grupo. Mientras que en el año 2018 Momoka Ariyasu se graduó del grupo.

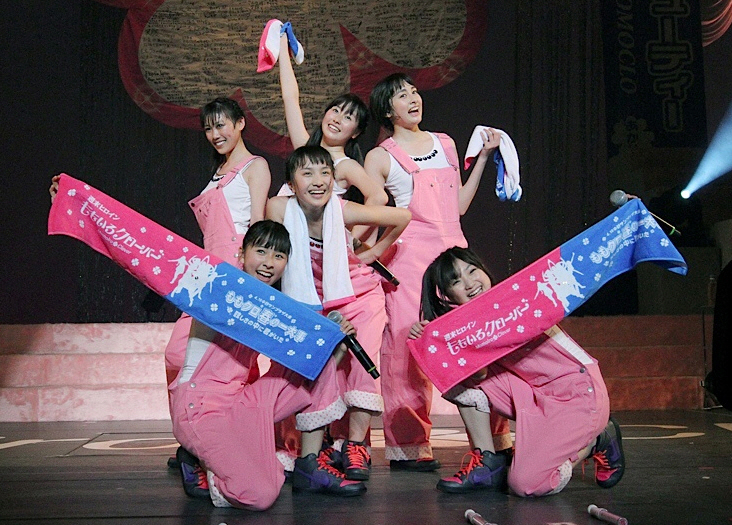
Momoiro Clover.

El 17 de mayo de 2008, fue el momento que las idols recién daban inicio a presentarse como "grupo" y es por ese motivo que al principio todas sus actuaciones se realizaron en las calles y pasarelas en los alrededores del parque parque Yoyogi en Tokio. Fue así como un año más tarde en agosto del 2009 que oficialmente iniciaron como grupo con el sencillo autopublicado y editado por el sello discográfico Stardust Promotion la agencia encargado del grupo en ese momento. En 2011, tras el retiro de la sublíder Akari Hayami (color azul) del grupo, Momoiro Clover añadió una "Z" a su nombre. con el argumento de que la "Z" en Japón significa "evolución".
Se las conoce como las "heroínas de fin de semana" (週末 ヒロイン Shūmatsu Hiroin?), porque inicialmente el grupo estaba activo solo los fines de semana, debido a que los miembros del grupo eran chicas en edad escolar y de lunes a viernes estaban ocupadas en la escuela. El grupo da un énfasis especial a la cercanía a los fanes y su lema es "idols que puedes conocer ahora mismo" (いま、会えるアイドル Ima, aeru aidoru?), lo que se considera como un reto para AKB48, cuyo lema es "idols que puedes conocer".
Momoiro clover Z es conocido por su buen humor y una actitud positiva a pesar de todos los desafíos que han enfrentado desde sus comienzos. Sus actuaciones en vivo son apasionadas, con bailes intensos y acrobáticos. A pesar de la dificultad de mantener un buen tono de voz con tales coreografías, el grupo siempre canta en vivo. Han trabajado con varios músicos pertenecientes a diferentes géneros musicales, desde el pop hasta el heavy metal. Esta amplia gama de colaboradores de diferentes orígenes hace que el grupo siempre sorprenda a sus fanes.[cita requerida]

## Premios
En 2012, su primer álbum Battle and Romance ganó el CD Shop Award como el mejor CD del año anterior, según la votación de empleados de ventas de tiendas de discos de todo el país. Era la primera vez que un artista idol se llevaba el premio.
En 2013 su noveno sencillo titulado "Saraba, Itoshiki Kanashimitachi yo" participó y ganó los premios para Space Shower Music Video Awards-Special Award , y el MTV Video Music Award Japan para mejor coreografía. Así como también lograr ganar el MTV Europe Music Award para mejor actuación japonesa y ser nominada para MTV Europe Music Award para mejor actuación de Japón y Corea.
En 2016 recibió la certificación de disco de oro por sus álbumes AMARANTHUS" y 『白金の夜明け』(amanecer de platino) .
| Año  | Nombre                               | Nominación                                                                                        | Resultado |
| ---- | ------------------------------------ | ------------------------------------------------------------------------------------------------- | --------- |
| 2012 | Battle and Romance                   | CD Shop Awards — Grand Prix                                                                       | Ganadora  |
| 2013 | "Saraba, Itoshiki Kanashimitachi yo" | Space Shower Music Video Awards — Special Award MTV Video Music Award Japan for Best Choreography | Ganadora  |
| 2013 | Momoiro Clover Z                     | MTV Europe Music Award for Best Japanese Act                                                      | Ganadora  |
| 2013 | Momoiro Clover Z                     | MTV Europe Music Award for Best Japan and Korea Act                                               | Nominada  |
| 2015 | Maku ga Agaru                        | 39th Japan Academy Prize — Popularity Award                                                       | Ganadra   |
| 2015 | Maku ga Agaru                        | The 40th Hochi Film Award — Special Award                                                         | Ganadra   |

## Historia

### 2008–2009
"Momoiro Clover Z", es un grupo musical que consiste de unas chicas jóvenes ("ídolos japoneses") proveniente de Tokio. Formado en 2008 bajo el nombre de "Momoiro Clover" (" trébol de color melocotón "), fundado por una importante agencia de talentos japonesa, Stardust Promotion.
En el período de un año, las momoiro tenían una serie de cambios en la formación y en marzo de 2009 se convirtieron en una unidad de cinco miembros, integrado por Reni Takagi, Kanako Momota, Akari Hayami, Shiori Tamai y Ayaka Sasaki. Al querer promocionar su primer sencillo, el grupo realizó exhaustiva gira mediante un minibus por todo Japón, con un total de 104 conciertos en 24 tiendas de electrónica de la red de Yamada Denki. En medio de la gira Momoka Ariyasuse integra al grupo como un sexto miembro.
Su primer sencillo "Momoiro Punch" (Puñetazo Rosa) fue vendido en estos eventos en vivo al público interesado y entregado en todas las tiendas musicales, tal esfuerzo hicieron posible que el sencillo se posicionara en el puesto 11 de la lista Oricon.

### 2010–2011
En marzo de 2010 firmaron un contrato por publicar solo un sencillo (el contrato fue provisional) en una gran firma discográfica llamada Universal J (Universal Music Japan). El primer sencillo nombrado "Ikuze! Kaitō Shōjo", fue el sencillo de mayor alcance al ser parte de las tres primeras posiciones en Oricon.
Algunos meses más tarde firmaron un contrato con otra gran firma discográfica, King Records. y su primer sencillo fue "Pinky Jones"
Finalmente en el mes de diciembre el grupo anunció su primer concierto en Nihon Seinenkan con todas las entradas vendidas.
En 2011, Akari Hayami decidió graduarse del grupo, alegando que seguiría algo que siempre estuvo en sus planes, además de ser idol, dedicarse a la actuación.
En julio se lanzó su primer álbum llamado Battle and Romance ("Batalla y romance") obteniendo los primeros puestos del ranking musical y como recompensa un disco de oro.

### 2012–2013
En mayo de 2012, las chicas realizaron su primer concierto fuera de su país en Putrajaya (Malasia), donde el primer ministro Najib Razak saludó personalmente al grupo. En junio el grupo abrió una gira nacional en el estadio Seibu Dome. Dicho show terminó a mediados de agosto con las entradas completamente vendidas, con más de 37.000 aficionados.
Meses más tarde en julio Momoiro Clover Z fueron invitadas a participar a la Expo Japan de París, ya que en ese mismo año anunció que iban a participar en la nueva serie de Sailor Moon Crystal; en dicho evento se presentaron con diversas canciones que aportaron para distintos animes, entre ellas el Ending de la serie de Pokémon llamado "Mite Mite Kocchichi", su octavo sencillo "Otome Senso", "Mugen no ai" y el opening de Sailor Moon "Moonlight Densetsu".
El 21 de noviembre de 2012 sale su noveno sencillo titulado "Saraba, Itoshiki Kanashimitachi yo" que llegó a ser la primera posición de la lista Billboard Japan Hot 100 Chart.
El 31 de diciembre, realizó en "Kōhaku Uta Gassen" (Feria anual de música organizada por NHK), primera vez a más de 3 canales y sitios webs, un recital con su sencillo de mayor ranking. . En dicho show presentaron sus temas "Saraba Itoshiki Kanashimitachi yo" y su versión original de "Ikuze! Kaitō Shōjo" donde en el coro se incluía el nombre de Akari Hayami (Color Azul), ya que ir a NHK siempre fue uno de sus más anhelados sueños desde su formación como grupo.
El 1 de enero en Ustream, el grupo anuncio nuevos cosas y metas:
"El grupo se está imponiendo objetivos, entre ellos: hacer un concierto en el Estadio Olímpico Nacional (con capacidad 60-70.000), lanzar un nuevo álbum en primavera y que Momoka Ariyasu debía someterse a un tratamiento de garganta y que no podría cantar o incluso hablar hasta el final de enero" (el mismo se prolongó hasta febrero)
Finalmente el 10 de abril de 2013, las chicas lanzaron su segundo álbum de estudio titulado "5th Dimension", el CD llegó a la primera posición en las estadísticas de Oricon en ventas y por tal motivo recibir la certificación de Disco Platino.

### 2014: Otro sueño realizado
En marzo de 2014 el grupo llevó a cabo un concierto en el Estadio Olímpico Nacional de Tokio, haciendo realidad otro de sus sueños desde sus comienzos . Tales conciertos se habían llevado a cabo solamente por seis (6) grupos hasta entonces y Momoiro Clover Z fue el primer grupo femenino en llegar a tal emblemático lugar en la capital de Japón . El concierto en sí se realizó en 2 días, con un total de 150.000 personas y transmitido en vivo en varios cines y canales televisivos de la ciudad.
En mayo el grupo lanzó su 11° sencillo con el título de "Naite mo Iin Da yo", B-side "My Dear Fellow" (querido amigo) siendo este estrenado en el Yankee Stadium de Nueva York cuando fue utilizado para Masahiro Tanaka (jugador de béisbol) en el calentamiento por su primer partido para los Yankees .
En julio de este año Momoiro Clover Z iba a ser responsable de proporcionar tanto el opening como en ending de la nueva serie Sailor Moon Crystal, por eso anunció que en la misma fecha de estreno del anime se lanzaría su nuevo sencillo titulado "Moon Pride" ("Orgullo Lunar") donde se incluían los 2 temas como también covers de la serie de los 90.
Finalmente en agosto, momoclo realizó el acto de apertura del concierto de Lady Gaga como parte de la gira mundial de la artista llamado "Artrave: The Artpop Ball Tour". Momoiro Clover Z tuvo el privilegio de ser elegido por la mismísima gaga para que ellas abrieran su espectáculo con su tema "Mouretsu uchuu koukyoukyoku dainana gakushou mugen no ai".

### 2015
El 28 de enero de 2015, Momoiro Clover Z lanzó un sencillo en colaboración con Kiss, que se tituló Yume no Ukiyo ni Saitemina siendo la primera vez que la banda estadounidense lanzó un CD en conjunto con artistas japonesas . Este disco fue lanzado en dos versiones: Momoiro Clover Z (CD + Blu-ray) y edición KISS (solo CD)
Las chicas de Momoiro Clover Z a mediados de este año anunció que interpretarán no solo la música para el ending de la nueva película de Dragon Ball Z: Fukkatsu no F, si no que también proporcionarían sus voces para doblar a los ángeles que cuidaban a Freezer cuando este estaba en el infierno .  El tema titulado "Z no Chikai" fue lanzado como su siingle XV el 29 de abril de 2015.

## Miembros
Cada una de las miembros del grupo se identifica con un color que se refleja en cada uno de sus vestidos al presentarse en el escenario.
| Nombre                      | Color      | Fecha de nacimiento | Notas           |
| --------------------------- | ---------- | ------------------- | --------------- |
| Kanako Momota (百田夏菜子?) | ■ Rojo     | 12 de julio de 1994 | Líder           |
| Shiori Tamai (玉井詩織?)    | ■ Amarillo | 4 de junio de 1995  | Mote: "Shiorin" |
| Ayaka Sasaki (佐々木彩夏?)  | ■ Rosa     | 11 de junio de 1996 | Mote: "Ārin"    |
| Reni Takagi (高城れに?)     | ■ Púrpura  | 21 de junio de 1993 | Antigua líder   |

### Antiguos miembros
| Nombre                      | Color   | Fecha de nacimiento | Notas                                                                              |
| --------------------------- | ------- | ------------------- | ---------------------------------------------------------------------------------- |
| Akari Hayami (早見 あかり?) | ■ Azul  | 17 de marzo de 1995 | Sub-Líder hasta el 2011 Mote: "Akarin" Actualmente trabajando como actriz y modelo |
| Momoka Ariyasu (有安杏果?)  | ■ Verde | 15 de marzo de 1995 | Permaneció en grupo desde el 2009 hasta 2018                                       |

- Runa Yumikawa (弓川 留奈?  nacida 4 de febrero de 1994)
- Tsukina Takai (高井 つき奈?  nacida 6 de julio de 1995) (más tarde fue integrante del grupo idol SKE48, de donde se graduó en 2009)
- Miyū Wagawa (和川 未優?  nacida 19 de diciembre de 1993)
- Manami Ikura (伊倉 愛美?  nacida 4 de febrero de 1994)
- Sumire Fujishiro (藤白 すみれ?  nacida 8 de mayo de 1994)
- Yukina Kashiwa (柏 幸奈?  nacida 12 de agosto de 1994) (actualmente es integrante del grupo idol Nogizaka46)

## Discografía

### Sencillos
| N.º                                      | Título | Fecha de lanzamiento     | Posición más alta           | Álbum                                       |
| N.º                                      | Título | Fecha de lanzamiento     | Oricon Weekly Singles Chart | Álbum                                       |
| Sencillos indies                         | Sencillos indies | Sencillos indies         | Sencillos indies            | Sencillos indies                            |
| Happy Music Records                      | Happy Music Records | Happy Music Records      | Happy Music Records         | Happy Music Records                         |
| ---------------------------------------- | --- | ------------------------ | --------------------------- | ------------------------------------------- |
| 1                                        | «Momoiro Punch» (ももいろパンチ Momoiro Panchi?, «Puñetazo de color rosa»)                                                                                | 5 de agosto de 2009      | 23                          | Iriguchi no Nai Deguchi[Salida sin Entrada] |
| 2                                        | «Mirai e Susume!» (未来へススメ！? «¡Adelante al futuro!»)                                                                                                | 11 de noviembre de 2009  | 11                          | Iriguchi no Nai Deguchi[Salida sin Entrada] |
| Sencillos en un sello discográfico mayor | |                          |                             |                                             |
| Universal J                              | |                          |                             |                                             |
| 1                                        | «Ikuze! Kaitō Shōjo» (行くぜっ！怪盗少女? «¡Adelante! Chica ladrona»)                                                                                     | 5 de mayo de 2010        | 1                           | Battle and Romance                          |
| King Records                             | |                          |                             |                                             |
| 2                                        | «Pinky Jones» (ピンキージョーンズ Pinkī Jōnzu?) | 10 de noviembre de 2010  | 8                           | Battle and Romance                          |
| 3                                        | «Mirai Bowl / Chai Maxx» (ミライボウル/Chai Maxx Mirai Bōru / Chai Makkusu?)                                                                              | 9 de marzo de 2011       | 3                           | Battle and Romance                          |
| 4                                        | «Z Densetsu ~Owarinaki Kakumei~» (Z伝説 ～終わりなき革命～? «Leyenda Z ~Revolución infinita~)                                                             | 8 de julio de 2011       | 5                           | Battle and Romance                          |
| 5                                        | «D' no Junjō» (D'の純情?)[D´de pureza] | 8 de julio de 2011       | 6                           | Battle and Romance                          |
| 6                                        | «Rōdō Sanka» (労働讃歌?)[Himno del Trabajo] | 23 de noviembre de 2011  | 7                           | 5th Dimension                               |
| 7                                        | «Mōretsu Uchū Kōkyōkyoku. Dai Nana Gakushō „Mugen no Ai“» (猛烈宇宙交響曲・第七楽章「無限の愛」? «Sinfonía espacial fiera: Movimiento 7 "Amor infinito"») | 7 de marzo de 2012       | 5                           | 5th Dimension                               |
| 8                                        | «Otome Sensō» (Z女戦争 «Guerra de chicas»?) | 27 de junio de 2012      | 3                           | 5th Dimension                               |
| —                                        | «Nippon Egao Hyakkei» (ニッポン笑顔百景?) - publicado bajo el nombre del grupo Momoclo Tē Ichimon (桃黒亭一門?)                                           | 5 de septiembre de 2012  | 6                           | —                                           |
| —                                        | «Ikuze! Kaitō Shōjo ~Special Edition~» (行くぜっ！怪盗少女 ～Special Edition～?) - relanzamiento                                                          | 26 de septiembre de 2012 | 7                           |                                             |
| 9                                        | «Saraba, Itoshiki Kanashimitachi yo» (サラバ、愛しき悲しみたちよ? «Adiós, tristezas mías»)                                                                | 21 de noviembre de 2012  | 2                           | 5th Dimension                               |
| 10                                       | «Gounn» (GOUNN?) | 6 de noviembre de 2013   | 2                           |                                             |
| 11                                       | «Naite mo Ii n Da yo» (泣いてもいいんだよ «Es bueno llorar»?)                                                                                             | 8 de mayo de 2014        | 2                           | Amaranthus                                  |
| 12                                       | «MOON PRIDE (Openig Sailor Moon Cristal); » (?) | 30 de abril de 2014      | 2                           | Hakkin no Yoake                             |
| 13                                       | «ももいろクローバーZ vs KISS-Yume no Ukiyo ni Saitemina ; » (夢の浮世に咲いてみな?)                                                                       | 28 de enero de 2015      | 1                           | Hakkin no Yoake                             |
| 14                                       | "Seishunfu" (青春賦?) | 11 de marzo de 2015      | 4                           | Amaranthus                                  |
| 15                                       | "Z no Chikai" (「Z」の誓い?) | 29 de abril de 2015      | 4                           | Hakkin no Yoake                             |
| 16                                       | "The Golden History" (ザ・ゴールデン・ヒストリー?) | 7 de septiembre de 2016  | 2                           | -                                           |
| 17                                       | "Blast" (BLAST?) | 2 de agosto de 2017      | 3                           | -                                           |

### Álbumes
| N.º | Título | Posición más alta          | Certificación (RIAJ) |
| N.º | Título | Oricon Weekly Albums Chart | Certificación (RIAJ) |
| --- | --- | -------------------------- | -------------------- |
| 1   | Battle and Romance (バトル アンド ロマンス Batoru ando Romansu?) - Fecha de lanzamiento: 27 de julio de 2011 - Discográfica: StarChild / King Records - Formatos: CD, descarga digital, LP                                | 3 2*                       | Oro                  |
| 2   | 5th Dimension (5TH DIMENSION?) - Fecha de lanzamiento: 10 de abril de 2013 - Discográfica: StarChild / King Records - Formatos: CD, descarga digital, LP                                                                  | 1                          | Platina              |
| -   | Iriguchi no Nai Deguchi (入口のない出口?) - Recopilación de canciones de la era independiente del grupo - Fecha de lanzamiento:5 de junio de 2013 - Discográfica: SDR (Stardust Records) - Formatos: CD, descarga digital | 2                          |                      |
| 3   | Amaranthus (AMARANTHUS?) - Fecha de lanzamiento:17 de febrero de 2016 - Discográfica: SDR (Stardust Records) - Formatos: CD, descarga digital                                                                             | 1                          | Oro                  |
| 4   | Hakkin no Yoake (白金の夜明け?) - Fecha de lanzamiento:17 de febrero de 2016 - Discográfica: SDR (Stardust Records) - Formatos: CD, descarga digital                                                                      | 1                          | Oro                  |

* en 2013

### Videos musicales

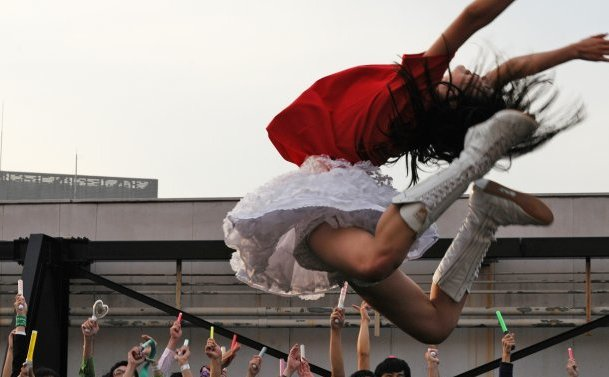
"Ikuze! Kaitō Shōjo"

| Número    | Título                                                              |
| --------- | ------------------------------------------------------------------- |
| 1         | "Momoiro Punch"                                                     |
| 2         | "Mirai e Susume!"                                                   |
| 1         | "Ikuze! Kaitō Shōjo"                                                |
| 2         | "Pinky Jones"                                                       |
| 2         | "Coco Natsu" (ココ☆ナツ?)                                           |
| 2         | "Kimi to Sekai" (キミとセカイ?)                                     |
| 3         | "Mirai Bowl"                                                        |
| 3         | "Chai Maxx"                                                         |
| 4         | "Z Densetsu: Owarinaki Kakumei"                                     |
| 5         | "D' no Junjō"                                                       |
| 6         | "Rōdō Sanka"                                                        |
| 6         | "Santa-san"(サンタさん)                                             |
| 7         | "Mōretsu Uchū Kōkyōkyoku; Dai Nana Gakushō 'Mugen no Ai'"           |
| 8         | "Otome Sensō"                                                       |
| 8         | "Push"                                                              |
| 8         | "Mite Mite Kocchichi" (みてみて☆こっちっち) (vídeo coreográfico)    |
| 9         | "Saraba, Itoshiki Kanashimitachi yo"                                |
| 9         | "Wee-Tee-Wee-Tee"                                                   |
| 2.º álbum | "Neo Stargate"                                                      |
| 2.º álbum | "Birth Ø Birth"                                                     |
| 10        | "Gounn"                                                             |
| 11        | "泣いてもいいんだよ/NAITEMO IINDAYO"                                |
| 12        | "MOON PRIDE". PRETTY GUARDIAN SAILOR MOON Crystal OP theme"         |
| 13        | "YUMENO UKIYONI SAITEMINA／MOMOIRO CLOVER Z vs KISS"                |
| 14        | "『Z』の誓い” (Pledge of Z). "Dragon Ball Z: Resurrection ‘F’"      |
| 15        | "白金の夜明け" (Amanecer de Platino). 4th ALBUM - HAKKIN NO YOAKE"  |
| 16        | "WE ARE BORN". 3rd ALBUM - AMARANTHUS"                              |
| 17        | "マホロバケーション" (MAHOROVACATION). 4th ALBUM - HAKKIN NO YOAKE" |